# Маркьон
Маркьо́н (фр. Marquion) — коммуна во Франции, регион О-де-Франс, департамент Па-де-Кале, округ Аррас, кантон Бапом, в 29 км к юго-западу от Арраса. Деревня находится на берегу канала Нор, в 1 км от автомагистрали А26 «Англия» Труа — Кале.
Население (2018) — 972 человека.

## Достопримечательности
- Церковь Святого Аньяна XVI века

## Администрация
Администрацию Маркьона с 2014 года возглавляет член партии Республиканцы Жак Пети (Jacques Petit).

## Демография
Динамика численности населения, чел.

## Галерея
- Церковь Святого Аньяна
- Порт на канале Нор

1. 1 2  база данных о французских коммунах — Национальный географический институт Франции, 2015.